# Stephan Mattner
Stephan Mattner (* 5. November 1974 in Herne) ist ein deutscher Jazzmusiker (Saxophone, Flöte, Klarinetten) und Komponist.

## Leben und Wirken
Mattner absolvierte von 1995 bis 1999 ein klassisches Saxophonstudium an der Hochschule für Musik Detmold (Abteilung Dortmund). Nach dem Diplom setzte er sein Studium zwischen 1999 und 2002 an der Folkwang-Hochschule Essen bei Matthias Nadolny, Hugo Read und Wollie Kaiser fort. Er war Mitglied im JugendJazzOrchester NRW; 2002 war er Halbfinalist beim internationalen Saxophonwettbewerb im Rahmen des Montreux Jazz Festivals. Er arbeitete mit Laia Genc, der WDR Big Band Köln und dem Cologne Contemporary Jazz Orchestra; außerdem war er Mitglied des Soundscapes Orchestra von Christina Fuchs. und des Thonline Orchestra von Caroline Thon (Panta Rei, 2011). 2003 legte Mattner mit seinem Quartett (mit dem Bassisten Stefan Werni, dem Schlagzeuger Michael Peters und dem Pianisten Jona Kümper) ein erstes eigenes Album Mattnerhorn (NRW Jazz) vor. 2009 folgte das im Kölner Loft mit Jürgen Friedrich, Alex Morsey und Christian Thomé eingespielte Album  Syntax, das bei Konnex Records erschien. Mit dem Quartett Zoom, zu dem Gitarrist Philipp van Endert, Bassist Sebastian Räther und Schlagzeuger Jo Beyer gehören, veröffentlichte er bei Jazzsick die Alben No Need to Talk (2021) und The Curse of Unspoken Words (2022) mit eigenen Kompositionen. Im Trio Yabbalaga (mit Räther und Drummer Ralf Gessler) nutzte er auch bearbeitete Loops eigener Voicings.
Ab 2001 unterrichtete Mattner Saxophon an der Universität Dortmund, seit 2006 hat er einen Lehrauftrag für Saxophon an der Universität Siegen.